# 工藤静香 素敵にFeel So Good
HITACHI CRESCENT TIME 工藤静香 素敵にFeel So Good（ひたちクレッセントタイム くどうしずか すてきにフィール・ソー・グッド）は、ニッポン放送の制作により放送されていたラジオ番組。ニッポン放送での放送期間は1992年4月12日から1994年4月3日まで。パーソナリティは工藤静香。

## 概要
1988年10月16日から1992年4月5日まで3年6か月間放送されていた『工藤静香 YES IT'S YOU』をリニューアルし、『中山美穂 P.S. I LOVE YOU』から日立製作所一社提供枠と『HITACHI CRESCENT TIME』のタイトルを引き継いでスタート。ネット局数も『中山美穂 P.S. I LOVE YOU』のそれを引き継ぐ形で全国33局で放送されていた。
1994年4月3日最終回を以って、『YES IT'S YOU』以来5年6か月間にわたって放送されたニッポン放送での工藤静香の番組は終了。日立製作所一社提供枠と『HITACHI CRESCENT TIME』のタイトルは『内田有紀 夜空にYOU KISS!』に引き継がれた。

## 主なコーナー・企画
私のラブレター
姫との会話
- 1992年10月からのコーナー[2]。

カンベンしてよ
- 1992年10月からのコーナー[3]。

聴取者対抗! ラブレターグランプリ
- 1992年6月実施。「何でも電話で済ませないで、たまには手紙を書いてみたら」という工藤の考えから生まれた企画[4]。

全日本方言スペシャル
- 1993年2月実施の企画。日本全国の面白い方言を特集した[5]。
他

## ゲスト
- 的場浩司 （1992年4月26日）
- 森田芳光 （1992年8月23日）
- 保阪尚輝 （1993年4月18日）
- 蓮舫 （1993年6月13日・6月20日）
- 田原俊彦 （1993年6月27日）
- 小室哲哉 （1993年8月22日・8月29日）
他

## 放送時間
- ニッポン放送（制作局）：日曜23:00 - 23:30

### ネット局
- 北海道放送：日曜23:00 - 23:30
- 青森放送：日曜23:00 - 23:30
- 秋田放送：土曜23:00 - 23:30
- 岩手放送：日曜22:00 - 22:30
- 山形放送：日曜23:00 - 22:30
- 東北放送：日曜22:00 - 22:30
- ラジオ福島：土曜23:00 - 23:30
- 新潟放送：日曜22:00 - 22:30
- 信越放送：日曜23:05 - 23:35
- 山梨放送：日曜23:00 - 23:30
- 北日本放送：日曜23:00 - 23:30
- 北陸放送：日曜23:00 - 23:30
- 福井放送：日曜23:00 - 23:30
- 静岡放送：日曜23:30 - 24:00
- 東海ラジオ放送：日曜23:00 - 23:30
- 和歌山放送：日曜23:00 - 23:30
- ラジオ大阪：土曜22:00 - 22:30
- 山陽放送：土曜23:45 - 24:15（1992年4月 - 1993年3月）→ 土曜23:30 - 24:00（1993年4月 - 1994年4月）
- 山陰放送：日曜23:00 - 23:30
- 中国放送：土曜23:00 - 23:30
- 山口放送：日曜22:10 - 22:40
- 四国放送：土曜23:00 - 23:30
- 西日本放送：土曜23:00 - 23:30
- 南海放送：土曜22:00 - 22:30
- 高知放送：日曜22:00 - 22:30
- 九州朝日放送：土曜23:00 - 23:30
- 大分放送：日曜23:00 - 23:30
- 長崎放送：土曜23:00 - 23:30
- 熊本放送：日曜23:00 - 23:30
- 宮崎放送：日曜23:00 - 23:30
- 南日本放送：日曜23:00 - 23:30
- 琉球放送：日曜23:00 - 23:30